# محمد بن عبد الرحمن النابلي
محمد بن عبد الرحمن النابلي هو فلكي مصري من علماء القرن الثالث عشر هجري. له العديد من المؤلفات في مجال الفلك والتوقيت والتجويد.

## مؤلفاته
اشتهر النابلي بعدد من الكتب والرسائل التي تعنى بعلم الفلك والتوقيت، من بينها:
- الكواكب الدرية فيما تثبت به أوائل الشهور العربية - رسالة مطبوعة، اختصرها النابلي من كتاب آخر له سماه الفوائد المقنعة في أوائل الشهور على المذاهب الأربعة.
- كشف الحجاب - مخطوطة محفوظة في المكتبة الأزهرية، وهي شرح لمنظومة له في علم الفلك سماها مرشد الطلاب.
- نتيجة موقع عقرب الساعات - مخطوطة أخرى في المكتبة الأزهرية للتوقيت على الشهور القبطية، وقد فرغ من وضعها سنة 1284 هـ.
- اتحاف المريد حاشية على شرح الشيخ خالد الأزهري لمقدمة التجويد لابن الجزري.[1]